# C.H.U.D.
C.H.U.D. este un film de groază științifico-fantastic american din 1984 regizat de Douglas Cheek, produs de Andrew Bonime și cu John Heard, Daniel Stern și Christopher Curry⁠(d) în rolurile principale. Povestea filmului descrie modul în care un ofițer de poliție și managerul unui adăpost investighează o serie de dispariții și descoperă că persoanele dispărute au fost vânate de monștri umanoizi care locuiesc în subteran.
Titlul filmului este un acronim pentru Cannibalistic Humanoid Underground Dwellers.
Filmul a fost lansat în America de Nord pe 31 august 1984 și a încasat 4,7 milioane de dolari. O continuare a sa a fost lansată în 1989 sub numele de C.H.U.D. II: Bud the C.H.U.D.⁠(d)

## Intriga
Scena de deschidere a filmului prezintă o femeie pe nume Flora Bosch care își plimbă câinele pe o stradă întunecată din oraș. În momentul în care trece pe lângă o gură de canalizare⁠(d), o creatură o atacă atât pe ea, cât și pe câinele ei.
George Cooper, în trecut un fotograf de renume, a renunțat la faimă și s-a stabilit împreună cu iubita sa Lauren. Proiectul său actual include fotografierea populației fără adăpost din New York City, cu precădere a categoriei denumite undergrounders sau persoane care locuiesc în nucleul subteran al orașului.
Căpitanul NYPD Bosch este interesat de numărul în creștere de persoane dispărute în districtul său, în special după ce Flora, soția sa, este încă dată dispărută. Bosch îl interoghează pe „preotul” A.J.Shepherd care conduce adăpostul local pentru persoane fără adăpost. Acesta susține că evenimentele fac parte dintr-o masivă operațiune de mușamalizare orchestrată de guvern și are dovezi care îi susțin afirmațiile. Superiorii lui Bosch au mai multe informații despre aceste cazuri și par să le obțină de la Wilson, un angajat al Comisiei de reglementare nucleară⁠(d) (NRC).
Se zvonește că monștri hoinăresc prin subteran: ființe umane care au suferit mutații din cauza deșeurilor chimice și radioactive, și s-au transformat în creaturi oribile carnivore care atacă persoanele fără adăpost care trăiesc în canalizare. Dat fiind faptul că numărul populației din subteran a scăzut, creaturile au început să iasă la suprafață prin gurile de canal pentru a se hrăni. Printr-o serie de evenimente, atât George, cât și A.J. rămân blocați în canalizare, un reporter care cerceta cazul este mâncat, iar o creatură ajunge în subsolul clădirii lui Lauren.
A.J. și George se întâlnesc și descoperă că Comisia de reglementare nucleară este implicată direct în masacrul care a avut loc. Deși birocrația le-a interzis să transporte deșeurile toxice prin New York deoarece reprezintă un pericol pentru populație, aceștia au ascuns în secret produsele toxice - marcate drept „Contamination Hazard Urban Disposal” - sub Manhattan în tunelurile de metrou abandonate. Persoanele fără adăpost au intrat în contact cu acestea și s-au transformat în monștri mutanți. Cu scopul de a proteja acest secret, Wilson intenționează să închidă canalele, să deschidă conductele de gaz și să asfixieze creaturile și pe orice persoană care cunoaște existența acestora. Între timp, Lauren este atacată de mutanți în apartamentul său și scapă ca prin miracol.
Mai târziu în acea seară, într-un restaurant, doi ofițeri de poliție și chelnerița localului sunt uciși de mutanți. George și A.J. descoperă un aparat de fotografiat lăsat în urmă de un echipaj al NRC ucis în timpul unei tentative de curățare și îl utilizează pentru a-și documenta descoperirile. Criticat de Bosch, Wilson încearcă să scape și îl împușcă pe acesta. Mai târziu, Bosch îi ajută pe A.J. și George să scape dintr-o gură de canalizare. Wilson încearcă să-i calce cu un camion pe George și A.J., dar acesta din urmă îl împușcă mortal, iar camionul intră în gura canalizării.

## Distribuție
- John Heard - George Cooper
- Daniel Stern - A.J. "The Reverend" Shepherd
- Christopher Curry - Captain Bosch
- Kim Greist⁠(d) - Lauren Daniels
- J.C. Quinn⁠(d) - Murphy
- Michael O'Hare - Fuller
- Peter Michael Goetz⁠(d) - Gramps
- Sam McMurray - ofițerul de poliție Crespi
- Frankie R. Faison⁠(d) - Sgt. Parker
- John Goodman - Polițist #1
- Jay Thomas⁠(d) - Polițist #2
- Hallie Foote⁠(d) - Chelneriță
- Graham Beckel⁠(d) - Val
- Jon Polito⁠(d) - Reporter
- George Martin⁠(d) - Wilson